# Letecká flotila Smartwings

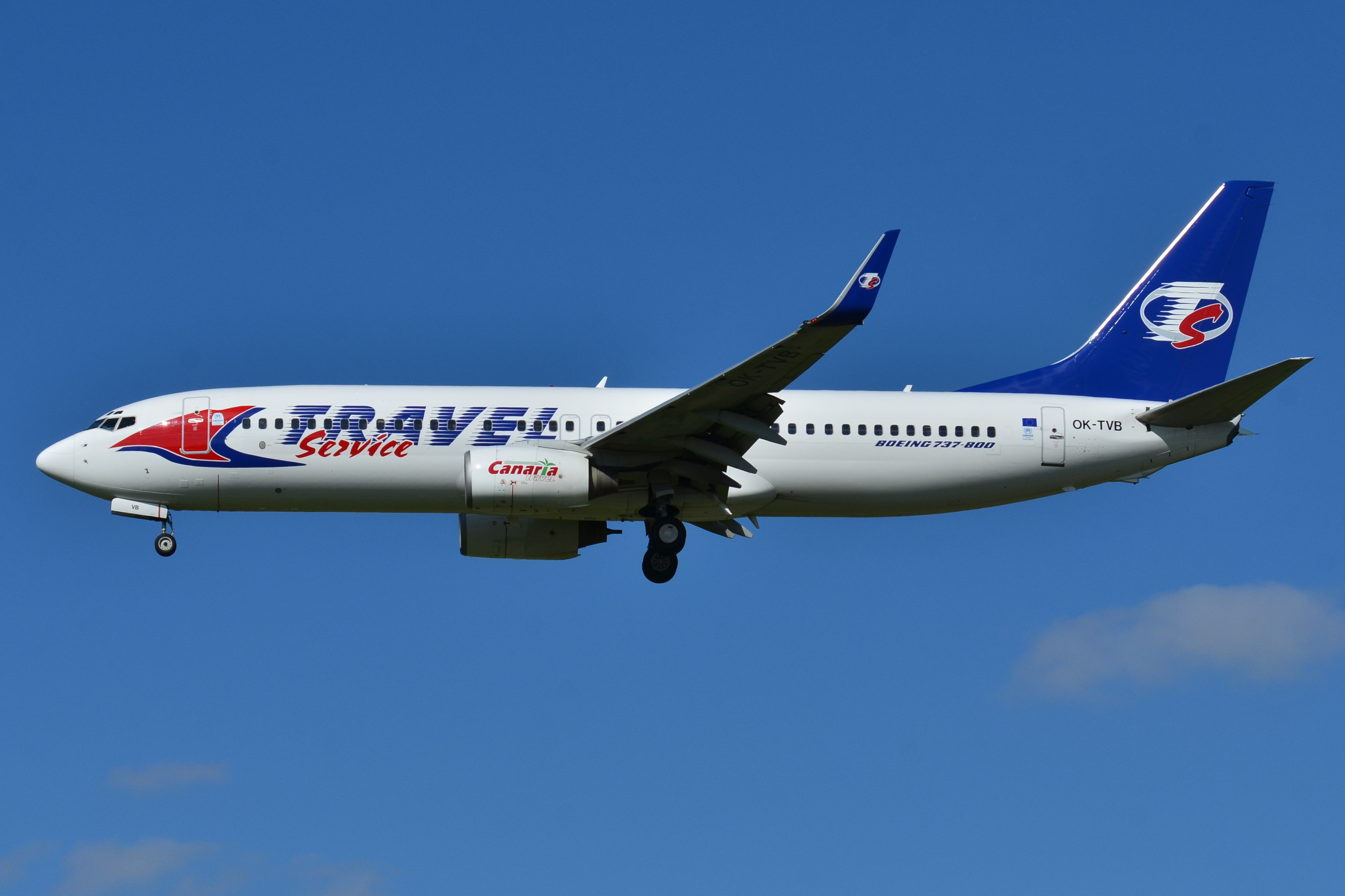
Nejčastější letoun ve flotile Travel Service a SmartWings – Boeing 737-800 a Boing 737 max 8

V květnu 2020 provozovala společnost 53 letadel.

## Flotila

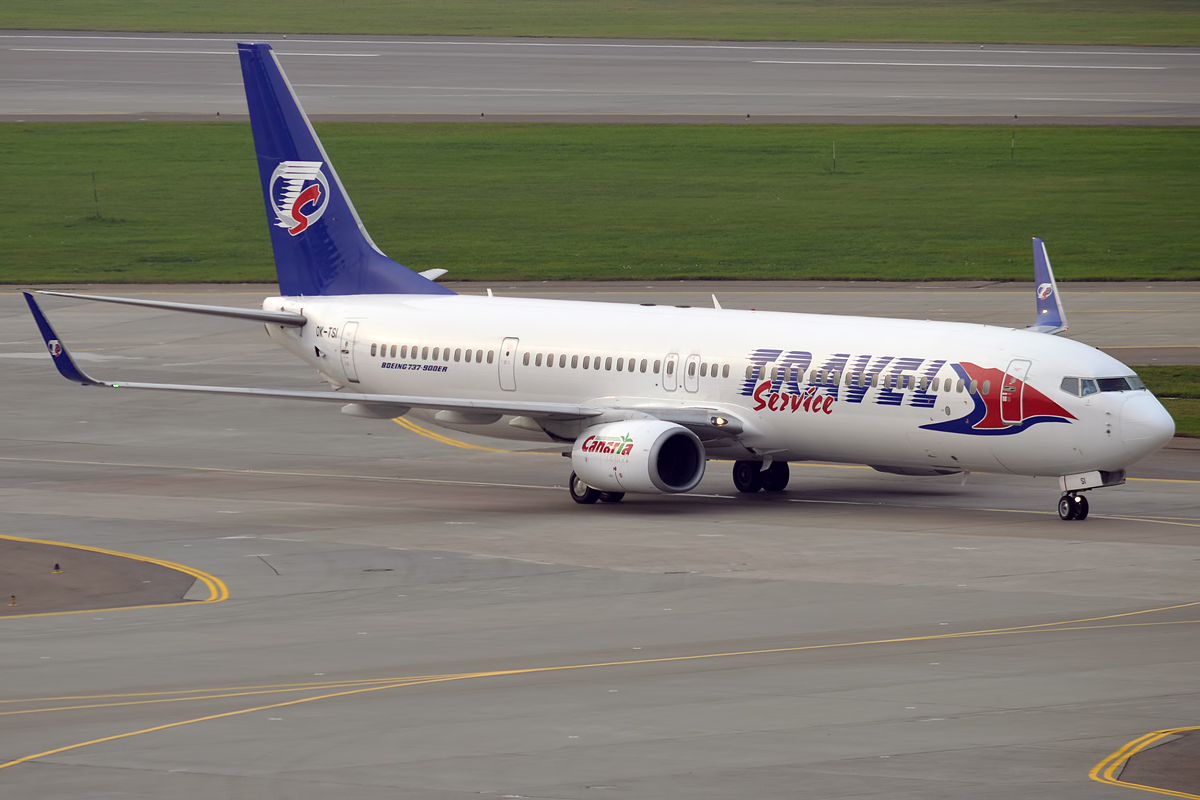
Boeing 737-900ER společnosti Travel Service (imatrikulace OK-TSI)

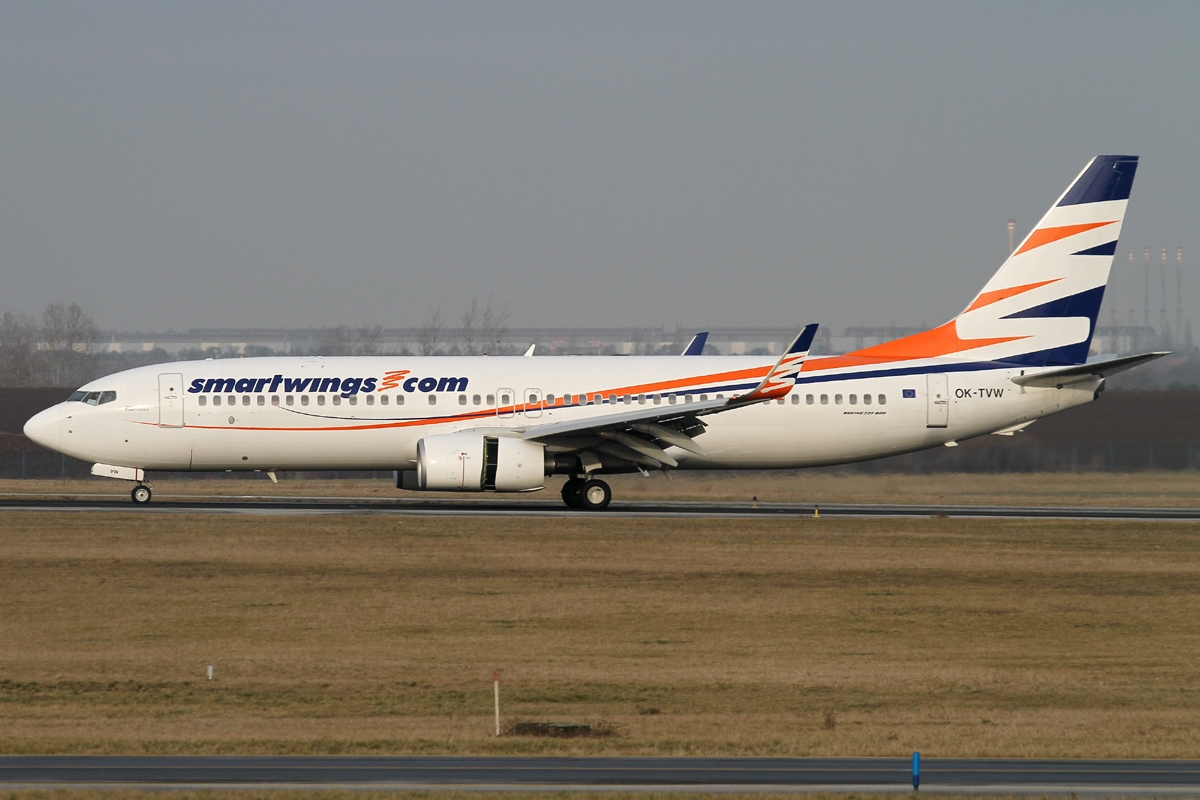
SmartWings zbarvení na Boeingu 737-800

V červnu 2013, Travel Service objednaly 3 Boeingy 737 MAX 8. V říjnu 2014, Travel Service objednaly 6 Boeingů 737 MAX 8 (4 budou pronajaty od GECAS, 2 od Air Lease Corporation). V lednu 2016 zvýšil Travel Service objednávku na 25 kusů, v prosinci 2016 na 30. V lednu 2016, Travel Service objednaly 16 Boeingů 737 MAX 8 (6 bude pronajato od GECAS, 10 od AerCap). V lednu, březnu, květnu, červnu a září bylo předáno 6 nových letadel Boeing 737-8 MAX. V roce 2019 dalších 15 letadel typu Boeing 737-8 MAX, která budou létat pod zbarvením obchodní značky Smartwings, z důvodu jejich nasazování na středně dlouhých pravidelných linkách. V květnu 2020 provozovala a leasovala společnost 53 letadel: Airbus A320, Boeing 737-700, Boeing 737-800, Boeing 737-900ER, Boeing 737 MAX 8 a  Cessna Citation.

### Současná – 2023

##### Vlastnictví flotily Smartwings
Letadla provozovaná a leasovaná Smartwings jsou vlastněna různými společnostmi zejména se sídlem v Irsku. Například letadla s imatrikulací OK-TVJ a OK-TVH jsou vlastněná firmou AVIATOR EOL 29351, Limited, Dublin 2, letadla OK-TVF a OK-TSR, OK-TVY jsou vlastněna firmou WILMINGTON TRUST SP SERVICES (DUBLIN) LTD, letadla OK-TVO, OK-TSE, OK-TSS vlastní MACQUARIE AEROSPACE AF (IRELAND) LIMITED, letadlo OK-TVG vlastní firma Wells Fargo Trust Company, letadla OK-SWW, OK-TSD vlastní irská společnost ILFC Aircraft 73B-35275 Limited, letadlo OK-SWT vlastní společnost KLAATU AIRCRAFT LEASING (IRELAND) LIMITED, letadlo OK-TSF vlastní společnost NBB MURRELET CO., LTD., letadlo OK- TSO vlastní firma Awas 35793, New York, letadla OK-TSU, OK-TVL, OK-TVM vlastní společnost HORIZON AVIATION 2 LIMITED, letadlo OK-TVP vlastní firma DCAL 5 Leasing Limited, letadla OK-TVR a OK-TVS, OK-TVT, vlastní společnost Celestial Aviation Trading 12 Limited, letadla OK-TVU, OK-TVV jsou vlastněna firmou START IRELAND LEASING 7 LIMITED, OK-TVW vlastní společnost SASOF III (A22) Aviation Ireland DAC, OK-TVX je vlastněno firmou MACQUARIE AIRFINANCE ACQUISITIONS (IRELAND) LIMITED, letadlo OK-TSI vlastní firma RITA LEASING DESIGNATED ACTIVITY COMPANY, OK-TSG nenalezeno v leteckém rejstříku.
| Letadlo                    | Počet            | Objednaná        | Cestující        | Poznámky                                    |
| SmartWings Česko           | SmartWings Česko | SmartWings Česko | SmartWings Česko | SmartWings Česko                            |
| -------------------------- | ---------------- | ---------------- | ---------------- | ------------------------------------------- |
| Boeing 737-700             | 2                | —                | 148              |                                             |
| Boeing 737-800             | 31               | —                | 189/168          | 3 Pronajato Air transat                     |
| Boeing 737 MAX8            | 10               | 32               | 189              |                                             |
| Boeing 737-900ER           | 2                | —                | 212              |                                             |
| Cessna Citation Sovereign  | 5                | —                | 9                |                                             |
| Cessna Citation Longitude+ | 1                | —                | 9                |                                             |
| Celkem                     | 48               | 32               |                  |                                             |
| SmartWings Slovakia        |                  |                  |                  |                                             |
| Boeing 737-800             | 1                | —                | 189              |                                             |
| Celkem                     | 1                | —                |                  |                                             |
| SmartWings Hungary         |                  |                  |                  |                                             |
| Boeing 737-800             | 1                | _ _              | 189              |                                             |
| Celkem                     | 1                | —                |                  |                                             |
| SmartWings Polska          |                  |                  |                  |                                             |
| Boeing 737-800             | 1                | —                | 189              | SP-TVZ ve zbarvení SmartWings               |
| Celkem                     | 1                | —                |                  |                                             |
| SmartWings                 |                  |                  |                  |                                             |
| Boeing 737-700             | 2                | —                | 140              |                                             |
| Boeing 737-800             | 32               | —                | 168/189          | 6 letadel pronajato od Sunwing, AirTransat. |
| Boeing 737 MAX8            | 10               | 32               | 189              |                                             |
| Boeing 737-900ER           | 2                | —                | 212              |                                             |
| Cessna Citation Sovereign  | 5                | —                | 9                |                                             |
| Cessna Citation Sovereign+ | 1                | —                | 9                |                                             |
| Celkem                     | 51               | 32               | [ 8 ]            | [ 8 ]                                       |
| Celkově                    | 51               | 32               |                  |                                             |

### Historická
V této tabulce jsou sepsány typy letadel, které již u společnosti Travel Service nebo SmartWings nelétají, aktualizováno v říjnu 2016:
| Letadla                 | Počet          | Zařazeno       | Vyřazeno       | Cestující      | Poznámky |
| Travel Service          | Travel Service | Travel Service | Travel Service | Travel Service | Travel Service |
| ----------------------- | -------------- | -------------- | -------------- | -------------- | --- |
| Airbus A320-200         | 14             | 2008           | 2016           | ?              | Pronájmy na letní sezóny.                                                                                                |
| Boeing 737-400          | 4              | 2000           | 2007           | 168            | |
| Boeing 757-200          | 1              | květen 2007    | červenec 2007  | ?              | Pronajat na léto 2007 od Air Slovakia, OM-ASB, jediná česká letecká společnost která kdy provozovala tento typ letounu.  |
| Boeing 767-300ER        | 1              | 2008, 2009     | 2009, 2010     | ?              | Pronajat na zimu 2008/2009 a 2009/2010, TF-FIB, jediná česká letecká společnost která kdy provozovala tento typ letounu. |
| Tupolev Tu-154M         | 1              | 1997           | 1999           | ?              | OK-VCP |
| Celkem                  | 21             | [ 11 ]         | [ 11 ]         | [ 11 ]         | [ 11 ] |
| Travel Service Slovakia |                |                |                |                | |
| Celkem                  | —              |                |                |                | |
| Travel Service Hungary  |                |                |                |                | |
| Boeing 737-300          | 1              |                |                |                | |
| Boeing 737-400          | 1              |                |                |                | |
| Boeing 737-800          | 5              |                |                |                | |
| Celkem                  | 6              | [ 12 ]         | [ 12 ]         | [ 12 ]         | [ 12 ] |
| Travel Service Polska   |                |                |                |                | |
| Airbus A330-200         | 1              | 2016           | 2017           | 342            | Pronájem na zimní sezónu od Air Transat (C-GTSN)                                                                         |
| Boeing 737-800          |                | 2012           | 2017           | 189            | |
| Celkem                  | 1              |                |                |                | |
| SmartWings              |                |                |                |                | |
| Airbus A320-200         | 8              | 2013           | 2016           |                | |
| Boeing 737-500          | 4              | 2004           | 2012           |                | |
| Celkem                  | 12             | [ 8 ]          | [ 8 ]          | [ 8 ]          | [ 8 ] |
| Celkově                 | 40             |                |                |                | |

### Vývoj počtu letounů
|           | Travel Service | SmartWings | Celkem |
| --------- | -------------- | ---------- | ------ |
| Léto 2010 | 26             | ?          | ?      |
| Léto 2014 | 23             | 15         | 38     |
| Léto 2015 | 26             | 14         | 40     |
| Léto 2016 | 26             | 18         | 44     |
| Léto 2018 | 26             | 29         | 55     |

## Speciální zbarvení

### Současná zbarvení
| Imatrikulace | Zbarvení                | Letadla        | Foto | Reference |
| ------------ | ----------------------- | -------------- | ---- | --------- |
| OK-TVF       | Prague loves you (2022) | Boeing 737-800 |      |           |

### Původní zbarvení
| Imatrikulace   | Zbarvení                             | Letadla         | Foto | Reference |
| -------------- | ------------------------------------ | --------------- | ---- | --------- |
| OK-TVX         | Prague loves You (2013-2017)         | Boeing 737-800  |      | [ 16 ]    |
| OK-TVO, OK-TVL | Moravian-Silesian Region             | Boeing 737-800  |      | [ 17 ]    |
| OK-HCA         | Prague loves You (2013-2016)         | Airbus A320-200 |      | [ 18 ]    |
| OK-TVB         | Prague loves You (2010-2012)         | Boeing 737-800  |      | [ 19 ]    |
| OK-TVC         | O2 Telefonica (2007-2010)            | Boeing 737-800  |      | [ 20 ]    |
| OK-TVD         | Prague Airport 1937-2007 (2007-2010) | Boeing 737-800  |      | [ 21 ]    |